# Leonard Mitchell
Leonard Mitchell (Lafayette, 27 novembre 1960) è un ex cestista statunitense, professionista in Spagna.

## Carriera
Venne selezionato dai Cleveland Cavaliers al terzo giro del Draft NBA 1984 (60ª scelta assoluta).